# Dan Disch
Dan Disch (geb. 6. Januar 1959 in Jacksonville, Florida, USA) ist ein American-Football-Trainer. Er ist derzeit Head Coach der Prague Lions in der European League of Football.

## Leben
Dan Disch schloss 1981 sein Studium an der Florida State University ab.
Er war 22 Jahre als High-School-Footballtrainer in Jacksonville, Florida tätig, davon 16 Jahre an der Ed White High School. Dort gewann er mit dem Team sieben Distrikt- und sechs Conference-Meisterschaften.
In der Saison 2004 war Disch erstmals im College Football tätig und war Secondary Coach der Florida Gators. Ab 2005 war er Trainer bei Illinois, anfangs als Special Teams und Linebackers Coach, ab Juli 2007 auch Co-Defensive Coordinator. 2010 war er für die Inside Linebacker zuständig.
2011 wurde Disch von der University of Southern Mississippi (Southern Miss Golden Eagles) als Defensive Coordinator (DC) und Secondary Coach verpflichtet. Von 2012 bis 2014 war in derselben Position an der University of North Carolina tätig.
In der Saison 2015 versuchte sich Disch erstmals in Europa. Er war DC der Kiel Baltic Hurricanes in der German Football League. Nach der Saison agierte er als Head Coach, kehrte aus familiären Gründen jedoch Anfang 2016 zu den Southern Miss Golden Eagles zurück und trainierte dort zwei Jahre die Defensive Backs.
2018 wurde Disch erneut Head Coach der Kiel Baltic Hurricanes. Nach der Insvolenz der Hurricanes wechselte Disch 2019 zu den Prague Lions in die ČLAF, wo er als Defensive Coordinator unter Head Coach Zach Harrod fungierte. Mit den Lions gewann er 2019 und 2022 die tschechische Meisterschaft. Zur Saison 2023 wechselten die Lions in die European League of Football (ELF), wobei Disch weiterhin als DC tätig war. Während der Saison trat Harrod auf Grund interner Querelen zurück, Disch übernahm interimsmäßig die Position des Cheftrainers. Für die Saison 2024 wurde Dan Disch als Head Coach der Prager bestätigt.